# Kathlyn Williams

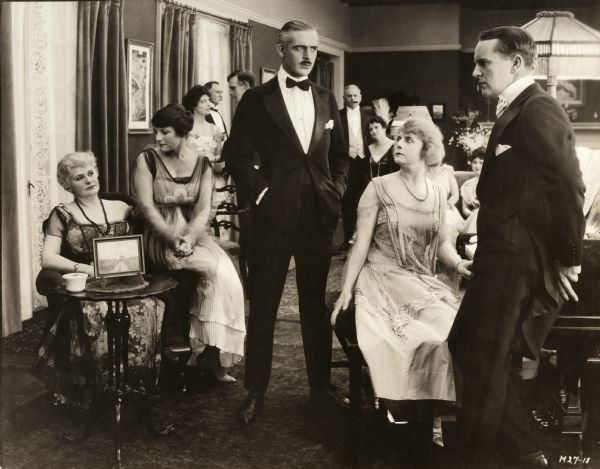
Wallace Reid, centro, mira a Joe King, derecha, con Kathlyn Williams sentada entre ellos, en una escena de "Big Timber (1917)."

Kathlyn Williams (31 de mayo de 1879 – 23 de septiembre de 1960) fue una actriz teatral y cinematográfica estadounidense, activa en la época del cine mudo.

## Inicios. Carrera
Su nombre completo era Kathleen Mabel Williams, y nació en Butte, Montana. Hija única, sus padres eran Joseph Edwin "Frank" Williams, propietario de una pensión, y Mary C. Boe (1846–1908) de origen galés y noruego. Muchas biografías sostienen que nació en 1888; sin embargo, en el censo de 1880 aparece con un año de edad. 
Williams demostró desde joven interés por ser actriz. Miembro del Woman's Relief Corps, pudo demostrar su destreza vocal en recitales de carácter local. Aunque era conocida por tener una voz adecuada al canto, la principal vocación de Williams era la interpretación. Ella estudió en la Montana Wesleyan University (actual Rocky Mountain College) de Helena en los últimos años 1890, graduándose en 1901. En mayo de 1899 interpretó "The Gypsy Flower Girl" en la competición anual de su universidad. El 29 de mayo de 1900 recibió una medalla de oro por su actuación en "Old Mother Goose" en la Montana Wesleyan. Williams perdió a su padre hacia 1894, y su madre se casó con Fred Lavoie en 1895, divorciándose al siguiente año.
Con escasos recursos económicos en su familia, Williams dependía de terceras personas para poder completar sus estudios. Sus aspiraciones como actriz llamaron la atención de William A. Clark, un rico senador de Montana, que ayudó a financiar su educación y su preparación como actriz. Clark pagó su matrícula en la American Academy of Dramatic Arts de Nueva York. También recibió el apoyo de Richard "Uncle Dick" Sutton, propietario de varios teatros en Butte, donde Williams inició su carrera teatral. En 1902 Williams fue miembro de un grupo teatral llamado Norris & Hall and Company, con el cual interpretó a Phyllis Ericson en la popular obra "When We Were Twenty One", y con la que consiguió buenas críticas. La obra hizo una gira por los Estados Unidos hacia finales de 1903.
Williams empezó su carrera cinematográfica con la Selig Polyscope Company en Chicago, Illinois, debutando en 1908 bajo la dirección de Francis Boggs, siendo transferida en 1910 a los estudios que la compañía poseía en Los Ángeles. Williams fue "Cherry Malotte" en The Spoilers (1914), la primera película basada en la novela de Rex Beach, en un papel que más adelante sería interpretadao por Betty Compson (1930), Marlene Dietrich (1942), y Anne Baxter (1955). En 1916 fue la protagonista de un serial de aventuras en 13 episodios, The Adventures of Kathlyn. Aunque estuvo muy ocupada en los años del cine mudo,  cuando llegó el sonoro, y en parte también por su edad,  solamente rodó cinco cintas, la última de ellas en 1935. En sus últimas películas, Williams trabajó como actriz de carácter, dejando atrás sus trabajos como comediante y actriz de seriales.

## Vida personal

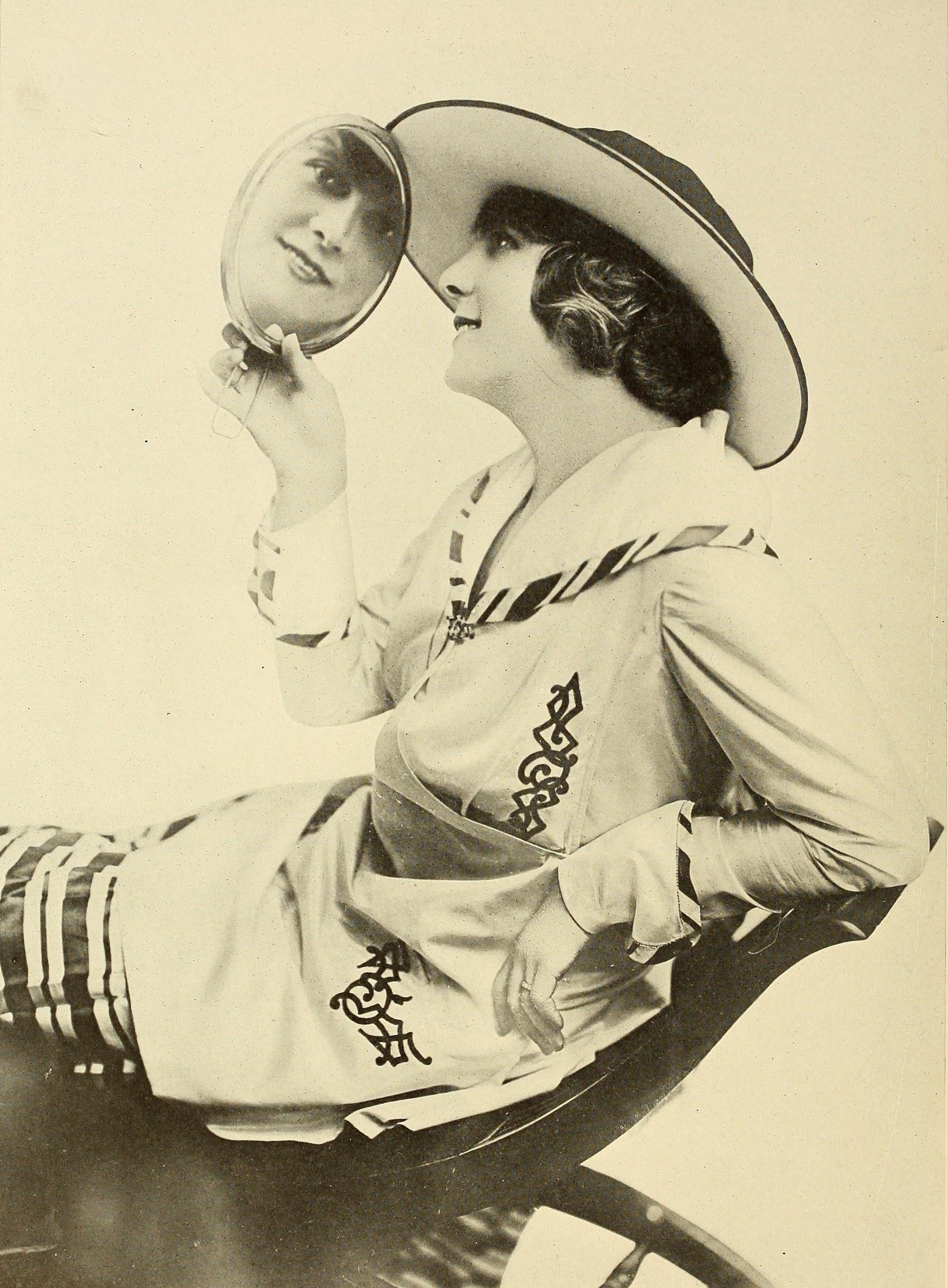
Kathlyn Williams en 1917

Williams se casó tres veces. Aunque muchas biografías citan erróneamente a Victor Kainer como su primer marido, lo cierto es que era Otto H. "Harry" Kainer (1876–1952), que dirigía una empresa de importación y exportación en Wall Street, Nueva York. Se casaron el 2 de octubre de 1903, y tuvieron un hijo, Victor Hugo, nacido en 1905. La pareja se divorció en 1909, supuestamente por la desaprobación de Kainer hacia la carrera artística de su esposa. Tras la muerte de su madre en diciembre de 1908 y su divorcio, Williams decidió reactivar su carrera de actriz. En 1910 fue a vivir con su hijo a Los Ángeles, California, donde obtuvo con facilidad trabajo. El 4 de marzo de 1913 se casó con Frank R. Allen, también actor, pero el matrimonio duró únicamente poco más de un año.
Williams se casó el 2 de junio de 1916 con el ejecutivo de Paramount Pictures Charles Eyton, en Riverside, California. La pareja se había conocido unos diez años antes en Salt Lake City, Utah. Eyton era uno de los propietarios de la Oliver Morosco Photoplay Company. El 25 de febrero de 1922 falleció el hijo de Williams, ahora llamado Victor Eyton, a los 16 años de edad, a causa de las complicaciones de la gripe. Con el fin de intentar sobreponerse a su dolor, el matrimonio inició un viaje a Asia que duró cuatro meses. Finalmente se divorciaron en 1931.
El 29 de diciembre de 1949 Williams sufrió un accidente de tráfico en el que falleció su amiga Mary E. Rose. La actriz perdió su pierna derecha. Kathlyn Williams falleció a causa de un infarto agudo de miocardio en Hollywood, California, en 1960. Sus restos fueron incinerados, y las cenizas depositadas en el Crematorio Chapel of the Pines de Los Ángeles.
Por su contribución al cine, fue recompensada con una estrella en el Paseo de la Fama de Hollywood, en el 7038 de Hollywood Boulevard.

## Selección de su filmografía

### Actriz

#### 1908
- On Thanksgiving Day, de Francis Boggs

#### 1909
| - The Politician's Love Story, de D.W. Griffith | - Lines of White on a Sullen Sea, de D.W. Griffith |

#### 1910
| - Taming Wild Animals, de Francis Boggs - Gold Is Not All, de D.W. Griffith - A Romance of the Western Hills, de D.W. Griffith - Thou Shalt Not, de D.W. Griffith - The Fire Chief's Daughter, de Francis Boggs | - Mazeppa, or the Wild Horse of Tartary, de Francis Boggs - Dora Thorne - Blasted Hopes - The Merry Wives of Windsor, de Francis Boggs - The Queen of Hearts |

#### 1911
| - Busy Day at the Selig General Office - The Curse of the Redman, de Francis Boggs - The Survival of the Fittest - The Man from the East - 1861 - The Witch of the Everglades, de Otis Turner - In Old California When the Gringos Came, de Francis Boggs - Back to the Primitive, de Francis Boggs y Otis Turner - Jim and Joe, de Otis Turner - The Rose of Old St. Augustine, de Otis Turner - Ten Nights in a Bar Room, de Francis Boggs - Captain Kate, de Francis Boggs y Otis Turner | - Jealous George, de Otis Turner - Life on the Border, de Otis Turner - Dad's Girls, de Otis Turner - Wheels of Justice - The Wheels of Justice, de Otis Turner - The Two Orphans, de Otis Turner y Francis Boggs - Maud Muller, de Otis Turner - How They Stopped the Run on the Bank, de Otis Turner - Lost in the Jungle, de Otis Turner - The Inner Mind, de Otis Turner - Getting Married, de Colin Campbell - Paid Back, de Colin Campbell |

#### 1912
| - The Prosecuting Attorney, de Colin Campbell - The Horseshoe, de Otis Thayer - When Memory Calls, de Frank Beal - The Brotherhood of Man, de Frank Beal - Sons of the North Woods, de Frank Beal - Driftwood, de Otis Thayer - When the Heart Rules, de Richard Garrick - The Devil, the Servant and the Man, de Frank Beal - The Coming of Columbus, de Colin Campbell - The Stronger Mind, de Frank Beal | - The Turning Point, de Frank Beal - The Girl with the Lantern, de Frank Beal - The Adopted Son, de Otis Thayer - On the Trail of the Germs, de William V. Mong - An Unexpected Fortune, de Otis Thayer - The Girl at the Cupola, de The Girl at the Cupola - As the Fates Decree, de Oscar Eagle - The House of His Master, de Lem B. Parker - Harbor Island, de Lem B. Parker |

#### 1913
| - The Lipton Cup: Introducing Sir Thomas Lipton, de Lem B. Parker - A Little Child Shall Lead Them, de Lem B. Parker - The Governor's Daughter, de Lem B. Parker - The Artist and the Brute, de Henry MacRae - Her Only Son, de Lem B. Parker - The Tide of Destiny, de Lem B. Parker - The Unwelcome Throne - The Love of Penelope, de Francis J. Grandon - I Hear Her Calling Me (from the Heart of Africa), de Francis J. Grandon - Two Men and a Woman, de Lem B. Parker - With Love's Eyes, de Lem B. Parker - A Wise Old Elephant, de Colin Campbell - The Burglar Who Robbed Death, de Lem B. Parker - Their Stepmother, de E.A. Martin - A Welded Friendship, de Lem B. Parker - Lieutenant Jones, de Lem B. Parker | - The Stolen Melody, de Lem B. Parker - The Girl and the Judge, de Lem B. Parker - Woman: Past and Present, de Lem B. Parker - Mrs. Hilton's Jewels, de E.A. Martin - The Tree and the Chaff, de Lem B. Parker - Man and His Other Self, de Lem B. Parker - The Mansion of Misery, de Lem B. Parker - The Flight of the Crow, de E.A. Martin - The Child of the Sea, de Lem B. Parker - Two Too Many, de Henry MacRae - The Young Mrs. Eames, de Francis J. Grandon - The Conscience Fund, de Francis J. Grandon - Thor, Lord of the Jungles, de Colin Campbell - In the Midst of the Jungle, de Henry MacRae - The Adventures of Kathlyn, serial de Francis J. Grandon (1913-1914) |

#### 1914
| - The Spoilers, de Colin Campbell | - Hearts and Masks, de Colin Campbell |

#### 1916
| - Sweet Lady Peggy - The Adventures of Kathlyn, de Francis J. Grandon | - The Ne'er Do Well, de Colin Campbell - The Devil, the Servant, and the Man, de Frank Beal |

#### 1917
| - The Voice That Led Him, de Francis J. Grandon - A Man, a Girl, and a Lion, de Francis J. Grandon - Out of the Wreck, de William Desmond Taylor - The Cost of Hatred, de George Melford | - The Highway of Hope, de Howard Estabrook - Big Timber, de William Desmond Taylor - The African Jungle, de E.A. Martin - Pioneer Days, de Oscar Eagle |

#### 1918
| - We Can't Have Everything, de Cecil B. DeMille | - The Whispering Chorus, de Cecil B. DeMille |

#### 1919
- A Girl Named Mary, de Walter Edwards)

#### 1920
| - Just a Wife, de Howard C. Hickman - The Tree of Knowledge, de William C. de Mille - The Prince Chap, de William C. de Mille | - Conrad in Quest of His Youth, de William C. de Mille - The U.P. Trail, de Jack Conway |

#### 1921
| - Forbidden Fruit, de Cecil B. DeMille | - Hush, de Harry Garson |

#### 1922
- Clarence, de William C. deMille

#### 1923
- The Spanish Dancer, de Herbert Brenon

#### 1924
| - The Enemy Sex, de James Cruze | - When a Girl Loves, de Victor Halperin |

#### 1932
- Unholy Love, de Albert Ray

### Guionista
| - The Last Dance, de Oscar Eagle (1912) - The Young Mrs. Eames, de Francis J. Grandon (1913) - The Leopard's Foundling, de Francis J. Grandon y Kathlyn Williams (1914) | - The Strange Case of Talmai Lind, de William Robert Daly (1915) - A Sultana of the Desert, de Tom Santschi (1915) - Lost in Transit, de Donald Crisp (1917) |

### Directora
- The Leopard's Foundling, codirigida con Francis J. Grandon (1914)